# Alligata Software
Alligata Software Ltd., meglio nota come Alligata, era una casa produttrice di videogiochi britannica attiva negli anni '80. Si occupò di sviluppo e di pubblicazione di giochi per home computer, quasi esclusivamente a 8 bit: Commodore 64, BBC Micro, Acorn Electron, ZX Spectrum, Amstrad CPC, MSX, e più raramente Commodore 16, Atari 8-bit, Dragon 32/64, Atari ST. Il logo, cambiato nel tempo, rappresenta o ricorda un alligatore.

## Storia
Venne fondata nell'agosto 1983 a Sheffield. I due fratelli Mike e Tim Mahoney gestivano il negozio Superior Systems e qui conobbero Antony Crowther e Steve Evans, allora adolescenti e promettenti sviluppatori. I Mahoney fondarono Alligata inizialmente per pubblicare le realizzazioni di Crowther e Evans. In seguito si aggiunse il padre John Mahoney e vennero reclutati altri sviluppatori.
Tra i titoli più noti prodotti ci furono la serie platform di Blagger e lo sparatutto Who Dares Wins II. Lo sviluppatore più prolifico fu Antony Crowther, autore di programmi e musiche per Commodore 64, anche se non lavorò ininterrottamente per Alligata.
Nel 1985/1986 Alligata fondò altre due etichette: Rino Marketing, della quale sono noti pochi titoli, dedicata a giochi previsti per una sola piattaforma, e Budgie (da budget), dedicata ai titoli a basso costo.
Nel 1988 la Alligata venne infine acquistata dalla Superior Software, editrice britannica specializzata nel BBC Micro/Electron, che utilizzò brevemente il marchio congiunto Superior/Alligata per le altre piattaforme. L'ultima uscita Superior/Alligata risale al 1989.
Il marchio Alligata era ancora utilizzato negli anni 2000 come Alligata Media, editore di libri di informatica specialistici su RISC OS.

## Videogiochi
L'elenco potrebbe essere non esaustivo. Alligata è l'editore, salvo diversamente specificato; lo sviluppo di solito è interno o freelance.
- 3D Space Raider (1983; BBC)
- ABM (1983; BBC), clone di Missile Command
- Action Pack (1986; Amstrad CPC, C64, Electron, Spectrum), serie di raccolte
- Addicta Ball (1987; Amiga, Atari ST, C64, MSX)
- Aztec Tomb Adventure (1983; C64)
- Aztec Tomb Revisited (1984; C64)
- Balloon Rescue (1983; C64)
- Bat Attack (1983; C64)
- Battle Stations (1988; C64), edito da Addictive Games, solo il design è di Alligata
- Blagger (1983; BBC, C16, C64, Electron, MSX)
- Blagger Goes to Hollywood (1985; C64)
- Boy Racer (1987; Amstrad CPC)
- Brands (1983; C64)
- Bug Blaster (1983; BBC, C64, Electron), clone di Centipede
- By Fair Means or Foul (1988; Amstrad CPC, BBC, C64, Spectrum), uscito come Superior/Alligata
- Chartbuster (1984; C64), raccolta
- Contract Bridge (1984; BBC, Electron, MSX)
- Cosmic Asteroids (1983; BBC)
- Crown Jewels (1984; BBC, Electron)
- Cyrus II Chess (1986; C64, MSX, ZX Spectrum)
- Dambusters (1983; BBC)
- Damsel in Distress (1983; C64)
- Diamond Pete (1984; BBC, Electron), clone di Boulder Dash
- Disc Warrior (1985; MSX)
- Eagle Empire (1983; BBC, C64)
- Electro Freddy o Uncle Claude (1984; BBC)
- Escape from Ebony Tower (1984; BBC)
- Frog 64 o Squash a Frog (1983; C64), clone di Frogger
- Fruit Machine (1983; BBC, Electron)
- Growing Pains o Garden (1984; BBC)
- Guardian o Defend or Die (1984; Amstrad CPC, Amstrad PCW, BBC, C64, Electron), clone di Defender
- Haunted House (1983; C64)
- Hell-Hole (1984; BBC, Electron), clone di The Pit
- Here Comes the Sun (1983; Spectrum)
- Hyper Circuit (1985; C64)
- Invaders (1984; Dragon), clone di Space Invaders
- Jack Charlton's Match Fishing (1985; C64, Spectrum)
- Jaws! (1984; Dragon)
- Kettle (1986; Amstrad CPC, C64)
- Killer Watt (1983; C64)
- Knockout o 3D Knockout (1985; C64, MSX, Spectrum)
- Livingstone I Presume (1986; Amstrad CPC, Atari ST, C64, MSX, Spectrum), della spagnola Opera Soft
- Loco (1984; Atari 8-bit, C64, Spectrum)
- Lunar Rescue (1984; BBC, Electron)
- Meltdown (1986; Amstrad CPC)
- Monaco (1983; BBC)
- Neanderthal Man (1984; BBC)
- Night World (1985; BBC, Electron)
- Olympic Decathlon (1985; BBC)
- Panic Planet (1984; C64), clone di Space Panic
- Primary Art (1984; Electron), programma di grafica
- Primary Time (1986; Electron), educativo
- Pub Games (1986; Amstrad CPC, C64, Spectrum)
- Q-Bix (1984; BBC, Electron), clone di Q*Bert
- Quiz Quest (1985; Amstrad CPC, BBC, Spectrum)
- Repton Mania (1989; Spectrum), uscito come Superior/Alligata
- Roboman (1983; BBC)
- Rocman o Rockman (1986; Spectrum), della spagnola Magic Team
- Rocket Roger (1984; C64, MSX)
- Show Jumping (1986; Spectrum)
- Son of Blagger (1984; BBC, C64, Spectrum)
- Spitfire Flight Simulator (1983; BBC)
- Starship Discovery (1984; BBC)
- Tarzan Boy o Tarzan (1985; BBC, Electron)
- Trap (1986; Amstrad CPC, C64, Spectrum)
- Waterski 3D (1984; C64)
- Web Runner (1983; BBC)
- Who Dares Wins (1985; C64), clone di Commando ritirato per plagio
- Who Dares Wins II (1985; Amstrad CPC, BBC, C64, MSX, Spectrum)
- Xanadu (1983; BBC)

### Rino Marketing
- Ark Pandora (1986; C64)
- Bombo (1986; C64)
- Z o Z-Pilot (1986; Amstrad CPC, C64, Spectrum)

### Budgie
Non sono elencate le riedizioni di titoli già pubblicati con le altre etichette.
- Alkahera (1985; Amstrad CPC)
- Convoy (1985; Spectrum)
- Cyborg (1985; C16)
- Labyrinthion (1986; Spectrum)
- Octagon (1987; Spectrum)
- Raskel (1985; C64)
- Shoot Em Up (1985; C64)
- Shuffle (1986; BBC, Electron)
- Superbowl (1985; MSX)
- Super Sam (1985; Amstrad CPC, Spectrum)
- Table Football (1987; Amstrad CPC, Atari 8-bit, C64, Spectrum), anche uscito come una delle discipline di Pub Games
- Tales of the Cat (1986; C64)
- Video's Revenge (1984; BBC, Electron)
- Vortron (1985; C64)
- Zarkon (1987; Amstrad CPC)